# Edin Mujagić
Edin Mujagić (Joegoslavië, thans Bosnië, 1977) is een Nederlands econoom, publicist en spreker.  
Hij studeerde monetaire economie aan de Universiteit van Tilburg bij Sylvester Eijffinger. Zijn afstudeerscriptie behandelde de vraag of de Europese Centrale Bank beïnvloed wordt door het Europees Parlement.  
In zijn weblog ECBWatch volgde hij jarenlang de rentepolitiek van de Europese Centrale Bank (ECB). 
Van 2005 tot 2010 was Mujagić redacteur macro-economie bij het voormalige zakenweekblad FEM Business. Nadien was hij verbonden aan Interest & Currency Consultants te Utrecht en de Universiteit van Tilburg. Tussen 1 februari 2018 en 1 juni 2024 was hij hoofdeconoom van OHV Vermogensbeheer te Amsterdam. Per 1 juni 2024 is Edin econoom en fondsbeheerder bij beleggingsfonds Hoofbosch uit Haarlem.  
In 2009 kwam zijn eerste boek uit, getiteld 10 jaar euro: biografie van een jonge wereldmunt. Daarna verschenen van zijn hand 'Het inflatiespook' (2010), 'Geldmoord: hoe de centrale banken ons geld vernietigen' (2012) en 'Boeiend en geboeid: een monetaire geschiedenis van Nederland sinds 1814/1816' (2016). Dat laatste boek werd gepresenteerd in de portrettenzaal van De Nederlandsche Bank (DNB) waarbij het eerste exemplaar werd overhandigd aan Klaas Knot, President van DNB.  
In augustus 2021 zag Keerpunt 1971: over staatsschulden, werkende armen en nieuwe economische groei het daglicht, een boek over de economische en niet-economische gevolgen van het besluit genomen door de Amerikaanse president Richard Nixon op 15 augustus 1971, om de dollar los te koppelen van goud (de zogeheten Nixon-schok). Hij schreef het boek onder meer op basis van gesprekken over dat besluit met Paul Volcker, voormalig voorzitter van de Fed en geestelijk vader van het besluit de dollar los te koppelen van goud.

## Boeken
- Keerpunt 1971: over staatsschuld, werkende armen en nieuwe economische groei, Uitgeverij Bertram + de Leeuw, ISBN 9789461562760, augustus 2021
- Tien jaar euro: biografie van een jonge wereldmunt, ISBN 9789068829679, 2009
- Het inflatiespook: Waarom de inflatie gaat toeslaan en hoe u uw vermogen kunt beschermen. Uitgeverij Balans, Amsterdam, ISBN 978-94-600-3282-0, 2010
- Geldmoord. Hoe de centrale banken ons geld vernietigen. Uitgeverij Balans, Amsterdam, ISBN 978-94-600-3579-1, 2012

- Gemeinsame Normdatei: 1118530772
- International Standard Name Identifier: 0000 0000 9353 6170
- Library of Congress Control Number: n2010050389
- Nederlandse Thesaurus van Auteursnamen: 325760624
- Virtual International Authority File: 137446522
- WorldCat: E39PBJt8dtk898t63dk9YC7PwC